# Трансформний розлом

Трансформний розлом (червоний)

Трансформний розлом — тип розлому, зміщувач якого розташовується уздовж межі літосферних плит. Відносний рух плит є переважно горизонтальним в одному або протилежному напрямах.

## Загальний опис
Трансформні розломи — розломи, що перетинають серединно-океанічні хребти перпендикулярно до їх простягання і частково продовжуються в межі океанських улоговин і прилеглих континентів; зміщують осьові зони серединно-океанічних хребтів і їх рифтові долини в горизонтальному напрямі, іноді на сотні км, місцями більше тисячі км.
Не всі розломи є трансформними, і не всі межі плит є трансформними розломами. Більшість трансформних розломів розташовані на океанічній корі, де вони зміщують активні зони спредингу і формують зиґзаґоподібні межі плит. Проте найвідоміші трансформні розломи розташовані на суші.
Дані розломи є одним з трьох типів меж плит в тектоніці. Термін був запропонований Джоном Т. Вілсоном в 1965 і використовувався ним для опису поперечних горизонтально-зміщених скидів, уздовж яких зміщуються серединно-океанічні хребти.
Трансформні розломи відрізняються від звичайних зсувів тим, що протилежно направлені зміщення крил цих розломів спостерігаються тільки між осями хребтів і тільки на цих відрізках відбуваються землетруси, механізм вогнищ яких підтверджує зсувний характер зміщень, що мають компонент стиснення або розтягнення. Вздовж трансформних розломів спостерігаються виходи серпентинізованих мантійних ультрабазитів, а також підводні і острівні вулкани. Найбільш великі з трансформних розломів, що перетинають весь океан, ділять його на сегменти, відмінні за історією свого розвитку, зокрема часом утворення (розломи Чарлі-Ґіббса, Азоро-Гібралтарський, Фолклендсько-Агульяський в Атлантичному океані, Оуен в Індійському, Елтанін в Тихому океані). Група найбільших трансформних розломів зі зміщеннями більше 1000 км перетинає північно-східну частину Тихого океану (розломи Мендосіно, Маррі, Кларіон, Кліппертон та ін.).

## Приклади
Яскравим прикладом трансформного розлому є розлом Сан-Андреас.
- На Близькому Сході Рифт Мертвого моря
- У Новій Зеландії Альпійський розлом
- У Пакистані розлом Чаман
- У Туреччині Північно-Анатолійський розлом
- У Північній Америці Розлом Королеви Шарлотти